# Здание бывшей мужской семинарии (Витебск)
Здание бывшей мужской семинарии ― памятник неоклассической архитектуры, расположенный на углу улиц Суворова и Чехова в городе Витебск, Белоруссия. Здание было построено для нужд мужской семинарии в 1892 году. Сейчас в нём находятся учебные аудитории Витебского университета.

## История

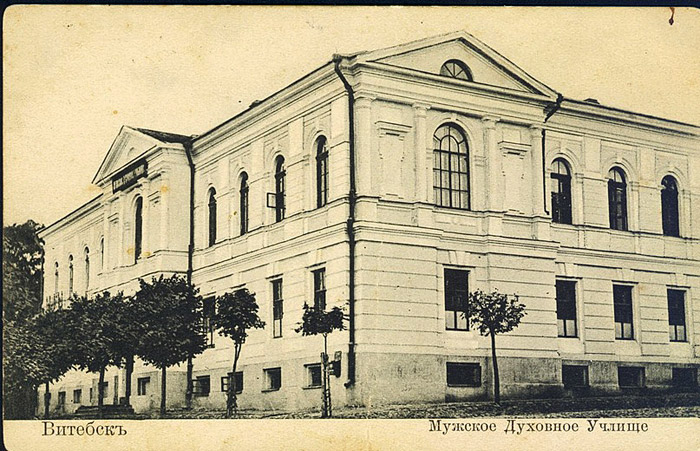
Витебское мужской духовного училище на открытке начала 1910-х годов

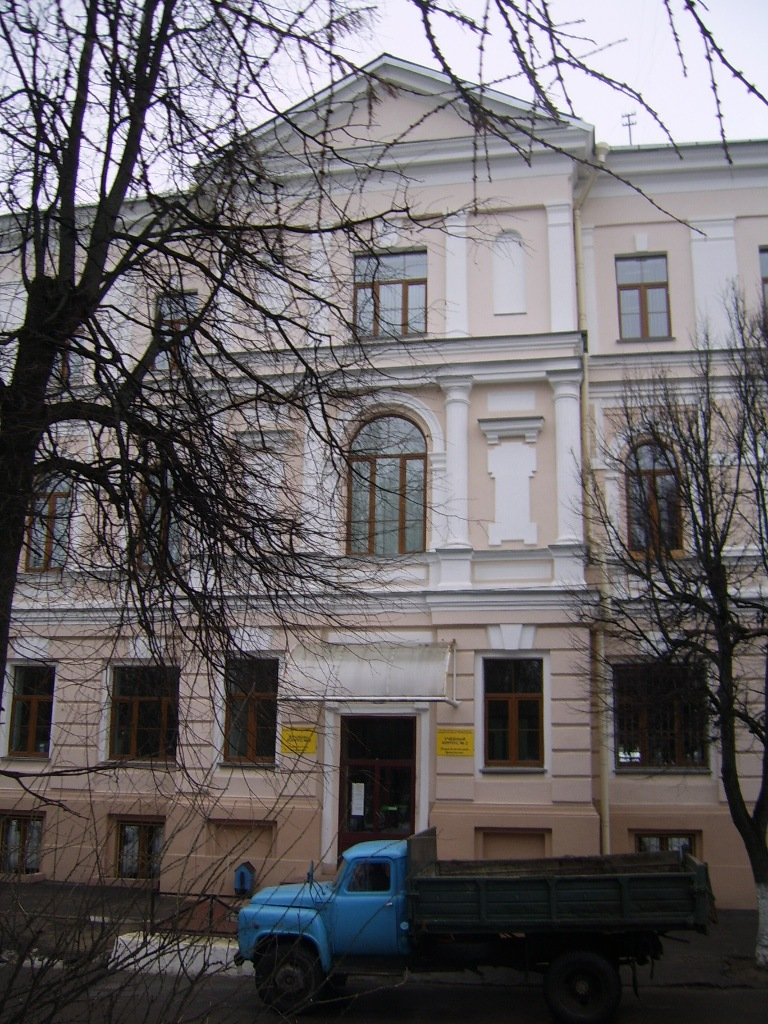
Главный вход

Строительство здания было начато на месте бывшего земельного участка купцов Баруновых в 1890 году.
Через два года строительство было завершено. Третий этаж здания пристроили позже, примерно в 1920-х годах. Во время Великой Отечественной войны здесь располагался военный госпиталь.
После муниципализации в 1918 году в здании размещались сначала партийная школа имени Энгельса, детский сад, рабфак и двухмесячные педагогические курсы. Во время Великой Отечественной войны здание пострадало от пожара. В 1947 году решением Витебского горисполкома часть помещений здания были переданы Витебскому художественно-графическому педагогическому училищу.
В начале 1960-х годов художественное училище было преобразовано в художественно-графический факультет Витебского педагогического института имени С. М. Кирова. Здание перешло в ведение института.
Здание является памятником неоклассической архитектуры. Было построено из кирпича по проекту епархиального архитектора А. Н. Клементьева. Предполагалось обустроить пять классов, часовню, актовый зал, столовую и спальни на сто и более семинаристов, помещения для квартирных управляющих, смотрителя, эконома, а также комнаты для заседания правления, библиотеку, а в подвале ― кухню и комнаты для прислуги.
Здание бывшей мужской семинарии представляет собой монументальное четырехэтажное Г-образное строение. Оба его фасада, украшенные декоративными элементами, выходят на ул. Суворова и Чехова.